# Andelot-Blancheville
Andelot-Blancheville [ɑ̃dlo blɑ̃ʃvil] ist eine französische Gemeinde mit 831 Einwohnern (Stand: 1. Januar 2022) im Département Haute-Marne in der Region Grand Est. Sie gehört zum Arrondissement Chaumont und zum Kanton Bologne. Geschichtliche Bedeutung hat der Ort durch den dort im Jahr 587 abgeschlossenen Vertrag von Andelot.

## Geographie
Andelot-Blancheville liegt am Rognon, etwa 19 Kilometer nordöstlich von Chaumont. Umgeben wird Andelot-Blancheville von den Nachbargemeinden Roches-Bettaincourt im Nordwesten und Norden, Signéville im Norden, Vignes-la-Côte im Nordosten, Rimaucourt im Nordosten und Osten, Ecot-la-Combe im Osten und Südosten, Bourdons-sur-Rognon im Südosten und Süden, Cirey-lès-Mareilles und Chantraines im Süden, Rochefort-sur-la-Côte und Briaucourt im Südwesten, Bologne im Südwesten und Westen, Viéville im Westen sowie Vouécourt im Nordwesten.

## Bevölkerungsentwicklung
| Jahr                       | 1962 | 1968 | 1975 | 1982 | 1990 | 1999 | 2006 | 2019 |
| Einwohner                  | 855  | 874  | 916  | 1044 | 1024 | 1004 | 944  | 867  |
| Quellen: Cassini und INSEE |      |      |      |      |      |      |      |      |

## Sehenswürdigkeiten
- Kloster Saint-Nicolas von Septfontaines, 1125 durch den Prämonstratenserorden gegründet, Monument historique
- Kirche Saint-Louvent
- Burg

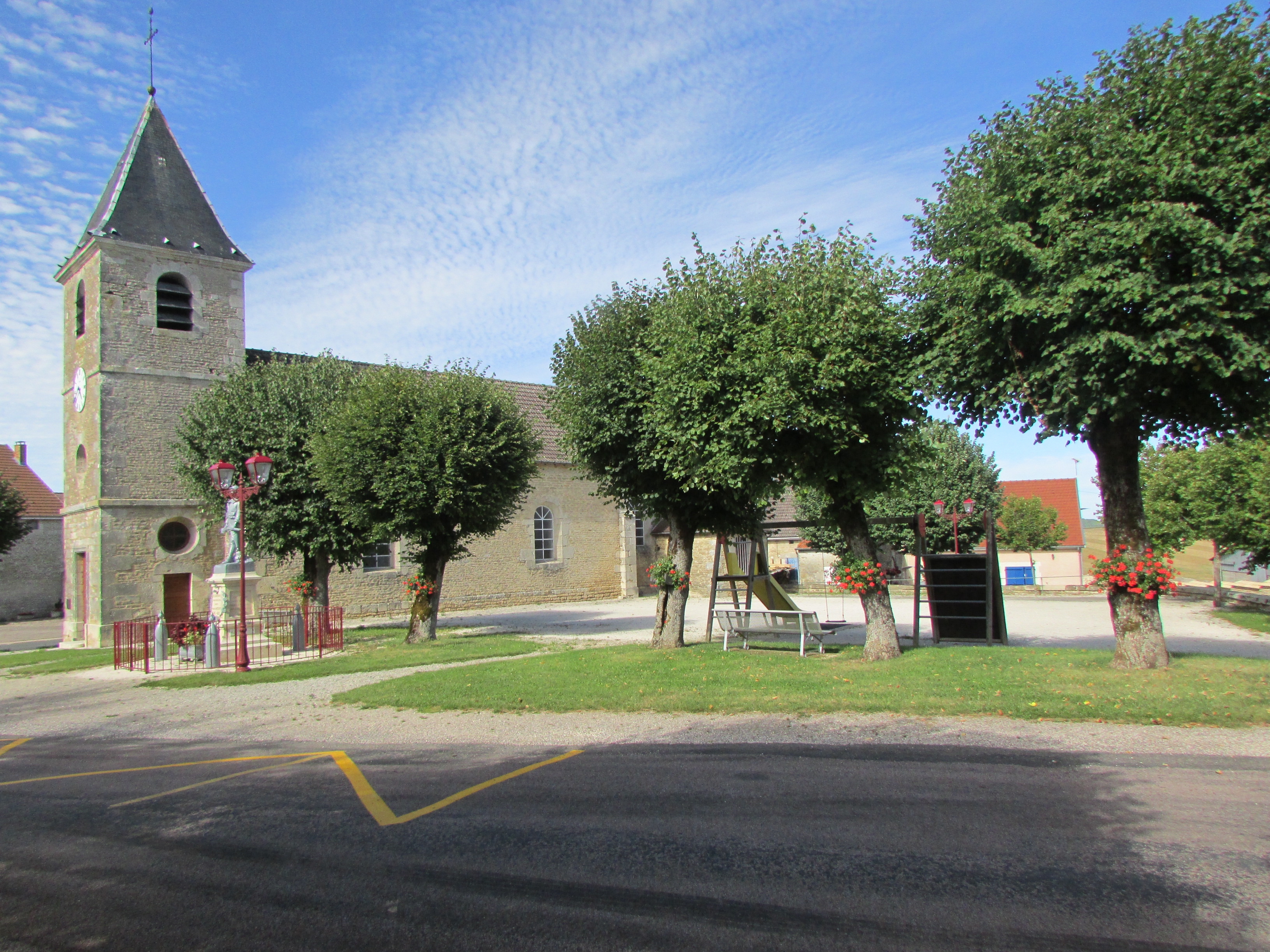
Kirche Saint-Nicolas
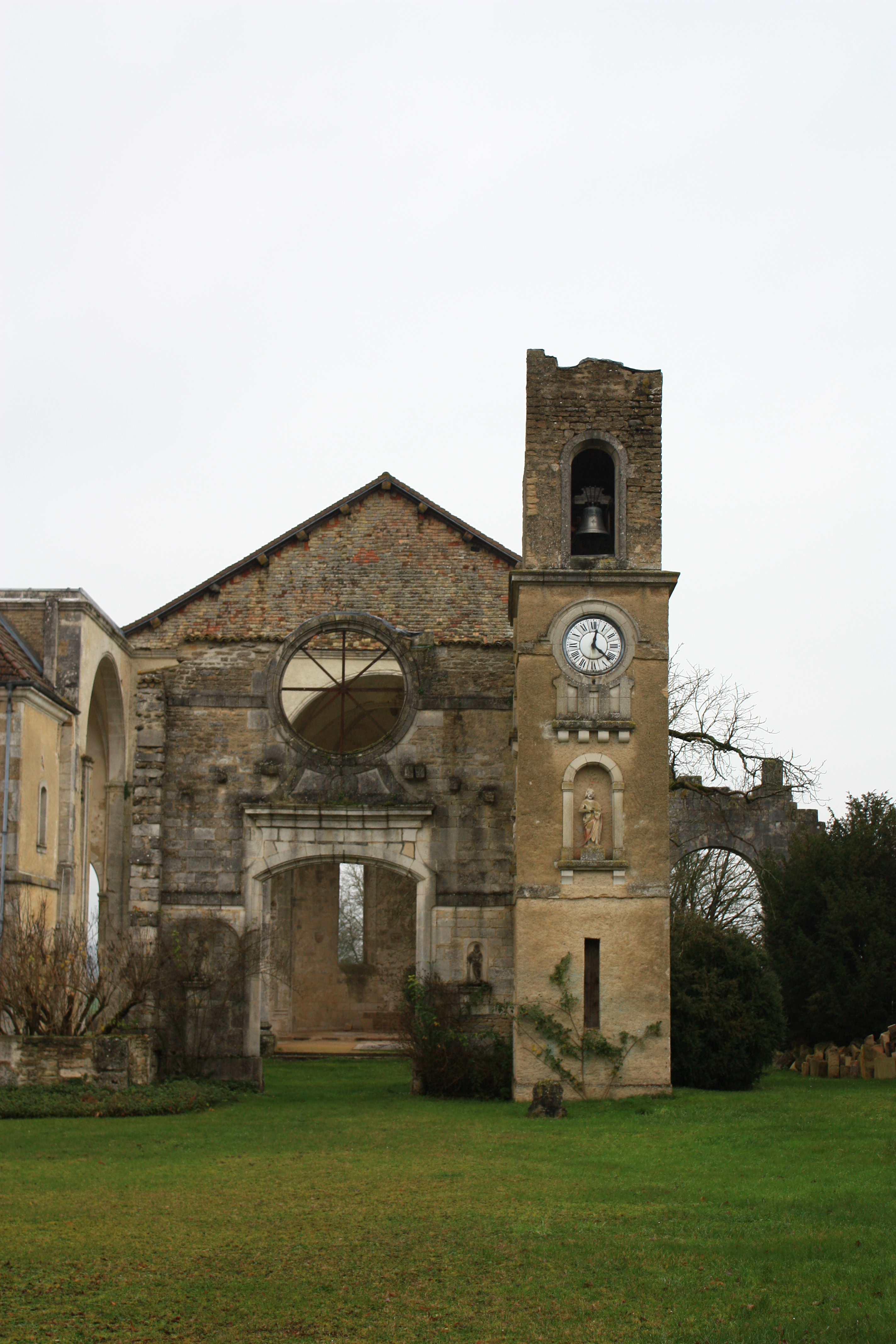
Kloster Saint-Nicolas
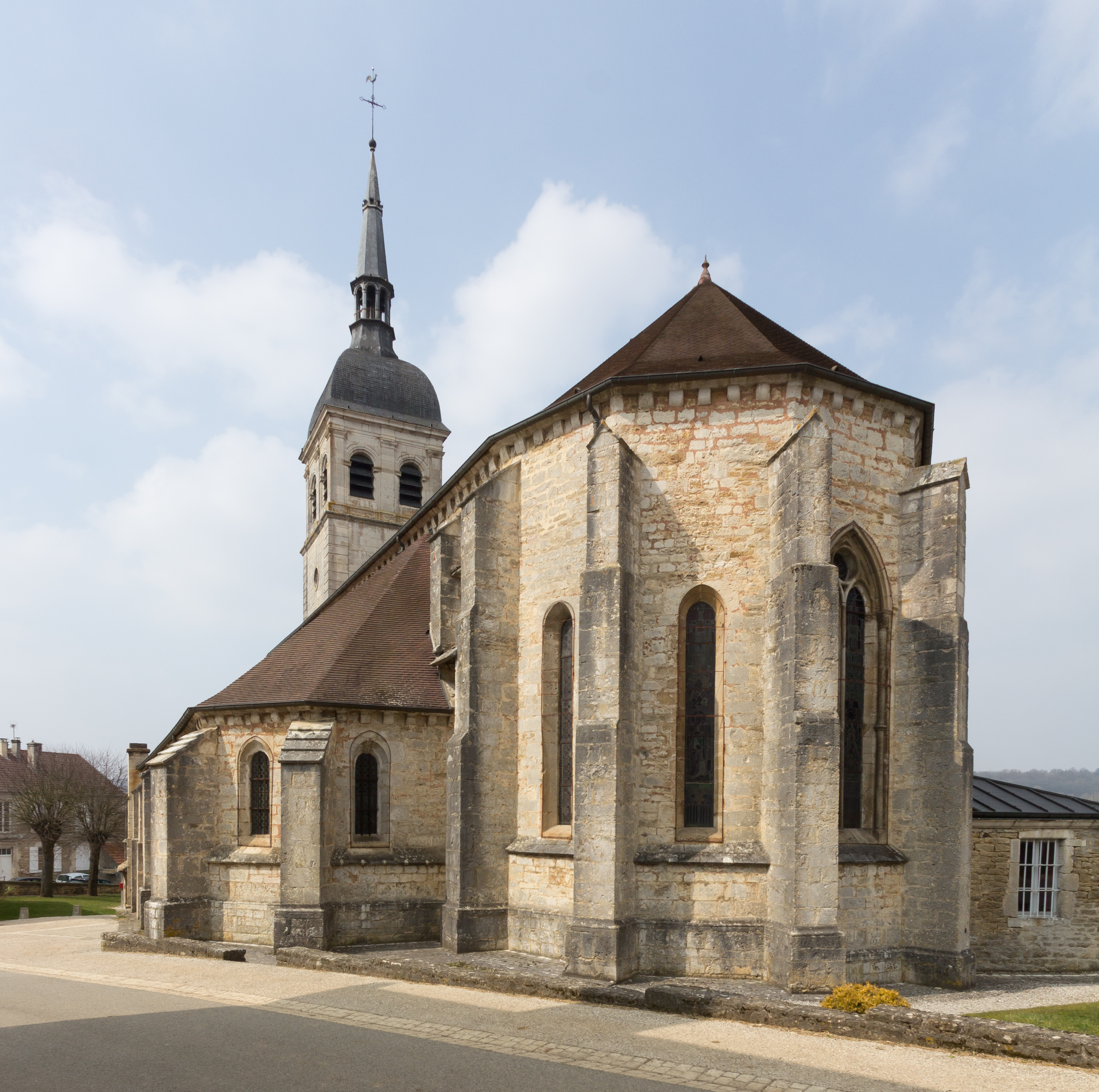
Kirche Saint-Louvent
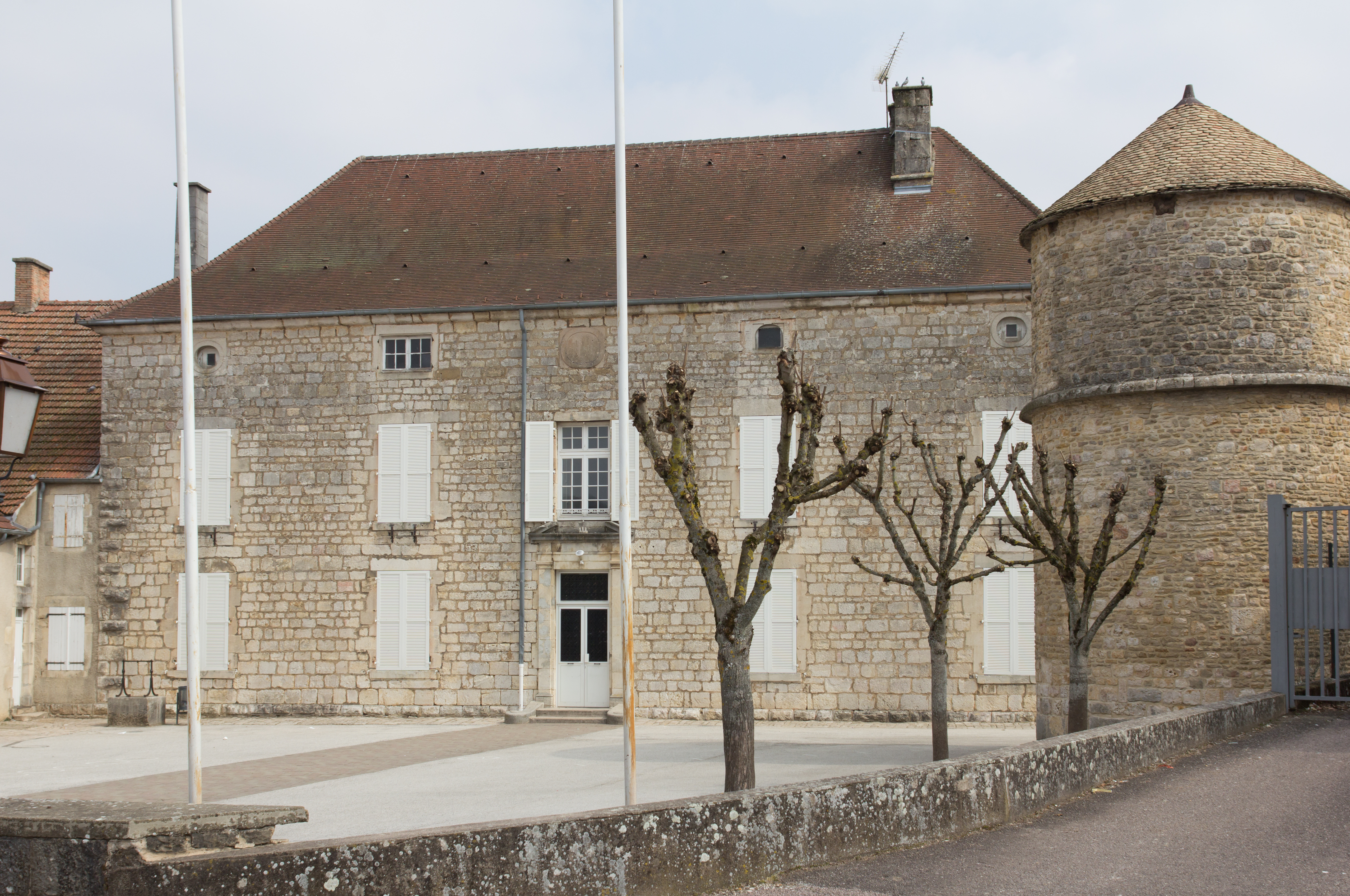
Burg

## Persönlichkeiten
- Michel Pignolet de Montéclair (1667–1737), Komponist
- Germaine Perrin de la Boullaye (1875–1939), Archäologin